# Казалинск
Казали́нск (каз. Қазалы / Qazaly) — город в Казалинском районе Кызылординской области Казахстана. Административный центр и единственный населённый пункт Казалинской городской администрации. Код КАТО: 434423100.
Город расположен на правом берегу реки Сырдарьи. Железнодорожная станция Казалинск (код 670507) на Ташкентском железнодорожном ходу (участок Кандыагаш — Арыс), основанная в 1903 году, находится в 12 км севернее города, на территории районного центра посёлка городского типа Айтеке-Би (бывш. Новоказалинск). Прилагательное казалинский применяется к обоим населённым пунктам..
До деградации Аральского моря и сырдарьинской дельты во второй половине XX века, основным занятием жителей было рыболовство и переработка рыбы. Действовали рыбный и кирпичный заводы, в настоящее время закрытые.
Город официально входит в приаральскую зону экологического бедствия.

## История

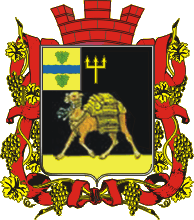
Герб Казалинска образца 1909 года

Российское военное укрепление в урочище Казалы было основано в 1853 году по указанию В. А. Перовского и официально называлось Сыр-Дарьинский форт № 1. Форт был построен взамен упразднённого Аральского укрепления.
В 1867 году поселению был предоставлен статус города и название Казалинск. В том же году создана Сырдарьинская область Российской империи, город стал административным центром Казалинского уезда этой области.
К концу XIX века население города составляло около 6 тысяч жителей. Состав населения был неоднороден: русские, в том числе казаки и ссыльные уральцы, татары, казахи, хивинцы, среднеазиатские евреи.
Описание герба города образца 1909 года:
В чёрном щите на золотой земле натуральный навьюченный верблюд, сопровождаемый вверху золотым трезубцем. В вольной части герб Сыр-Дарьинской области. Щит окружён золотыми виноградными ветками, перевязанными Александровской лентой и увенчан серебряной стенчатой короной.
Во время Великой Отечественной войны на территории Казалинского района был выброшен немецкий десант (диверсионно-разведывательная группа). Этот факт использован в сюжете художественного фильма «Тройной прыжок „Пантеры“», снятого киностудией «Казахфильм» в 1984—1985 годах.
Максимальный уровень экономического и социального развития Казалинска и района был достигнут в 1970-х годах, перед началом резкого снижения уровня Аральского моря.
В городе находится одна из старейших метеостанций Центральной Азии — она работает с 1848 года.

## Население
| 1923  | 1939    | 1959  | 1970  | 1979  | 1989  | 1999  |
| ----- | ------- | ----- | ----- | ----- | ----- | ----- |
| 6623  | ↗10 162 | ↘7697 | ↗9346 | ↗9875 | ↘7987 | ↘7298 |
| 2009  | 2021    |       |       |       |       |       |
| ↗7686 | ↘7324   |       |       |       |       |       |

Большинство жителей города составляют казахи. Также проживают несколько десятков семей русских староверов-уральцев. Жители покидают город в поисках работы, уезжая в Байконур, Кызылорду, другие города Казахстана.
На начало 2019 года, население города составило 5777 человек (3053 мужчины и 2724 женщины).

### Казалинские уральцы
Казалинск был известен как один из центров расселения приаральских уральцев (самоназвание), известных также как уходцы и аральцы. Это потомки уральских казаков, сосланных в 1875-79 годах за неподчинение «Положению о воинской повинности Уральского Войска» 1874 года.
В начале XX века в Казалинске проживало около 1 500 уральцев. Занимались преимущественно рыбным промыслом и охотой. В быту дистанцировались от русских-приверженцев официальной православной церкви.
В настоящее время у представителей старшего и среднего поколений сохраняется староверческая обрядность, молодёжь же идентифицирует себя, как русские. В 1990-х годах в Казалинске была закрыта русская школа по причине недостатка учащихся.

## География
Через город проходит автодорога Айтеке-Би — Бирлик. В 15 км к северу от города проходит автомобильная дорога М-32 Самара—Шымкент.
Город Казалинск имеет квартальную застройку. Дома преимущественно одноэтажные из сырцового кирпича или глинобитные. В центре города административные здания двухэтажные из жженого кирпича. Главные улицы шириной 20-30 м имеют асфальтовое или щебеночное покрытие, прочие шириной 10-20 м без покрытий. Казалинск огражден с юга земляной дамбой в целях защиты от наводнения при разливе Сырдарьи.

### Природа
Территория представляет собой плоскую равнину, пересеченную с востока на запад рекой Сырдарьёй, протекающей в 1 км к югу от города. Абсолютные отметки рельефа составляют 55-65 м. Пойма Сырдарьи широкая (до 30-50 м), местами заболоченная, имеется большое количество проток, озёр и густая оросительная сеть.
Сырдарья имеет ширину 50-150 м, глубину 0,7-3 м, скорость течения 0,8 м/с, грунт дна песчаный и вязкий. Русло реки извилистое, с большим количеством островов и проток. Берега крутые и обрывистые, высота обрывов 2-6 м. Вода в реке и её протоках пресная, мутная, пригодная для питья после тщательной очистки. Самый высокий уровень воды в реке с апреля по август. В конце июня-начале июля вода поднимается над средним уровнем до 3 м. В начале декабря Сырдарья и все имеющиеся водоемы замерзают, вскрываются в конце марта; толщина льда в суровые зимы достигает 1,1 м. По Сырдарье местами осуществляется плавание небольших судов с осадкой до 1,2 м
В пойме Сырдарьи и на островах распространены заросли колючих кустарников — тугаи. Среди тугаев возвышаются отдельные деревья ивы, джиды (лоха), тополя. На озёрах и местами по берегам реки растёт камыш высотой 3-4 м, часто образуя непроходимые заросли. На орошаемых землях выращивают овощи и рис.
На остальной территории пустынная и полупустынная растительность представлена редкими кустарниками (тамариск, джузгун) высотой до 2 м, полукустарниками (боялыч, биюргун, кокпек, полынь) высотой 0,5 м и травами (типчак, ковыль, верблюжья колючка). Травяной покров к началу июня выгорает.
Город озеленен ивами, карагачами и тополями, в частном секторе имеются фруктовые сады.

### Климат
Климат резко континентальный, засушливый, с большими колебаниями сезонных и суточных температур воздуха, малым количеством осадков (около 130 мм в год).
Зима (середина ноября — середина марта) с переменной облачностью и частыми туманами. Средняя температура воздуха днём −5…-10 °C, ночью до — −20…-25 °C (минимальная −38 °C). Устойчивые морозы начинаются в декабре. В любой месяц зимы возможны оттепели. Осадки выпадают преимущественно в виде снега. Снежный покров образуется во второй половине декабря и держится до конца марта; толщина его обычно не превышает 10 см (в снежные зимы достигает 40 см). Средняя глубина промерзания грунта — 1,3 м.
Весна (середина марта — апрель) тёплая с неустойчивой погодой в первой половине. Температура воздуха в начале сезона днём −1…-10 °C, ночью до −10 °C; в конце сезона днём до 25 °C, ночью от −1 °C до 8 °C. Осадки выпадают в виде кратковременных дождей, иногда со снегом.
Лето (май — середина сентября) характеризуется устойчивой жаркой сухой и малооблачной погодой. Температура воздуха днём 30…35 °C (максимальная 45 °C), ночью температура опускается до 15…18 °C.
Осень (середина сентября — середина ноября) — в первой половине сухая и тёплая, во второй облачная и прохладная. Температура воздуха днём 5…25 °C, ночью −5…5 °C. Осадки выпадают в виде моросящих дождей, во второй половине ноября выпадает мокрый снег.
Ветры весной и летом западные и северо-западные, осенью и зимой восточные и северо-восточные. Преобладающая скорость ветра 3-7 м/с. В течение всего года (особенно в зимний и весенний период) порой наблюдаются сильные штормовые ветры со скоростью 15 м/с и более (25 дней за год).
Среднее число дней с явлениями погоды за год: осадки — 58 (январь — 9, июнь — 2), туман — 25, метель — 12, гроза — 8. Число ясных дней по общей облачности — 119, пасмурных по нижней облачности — 17.

## Достопримечательности

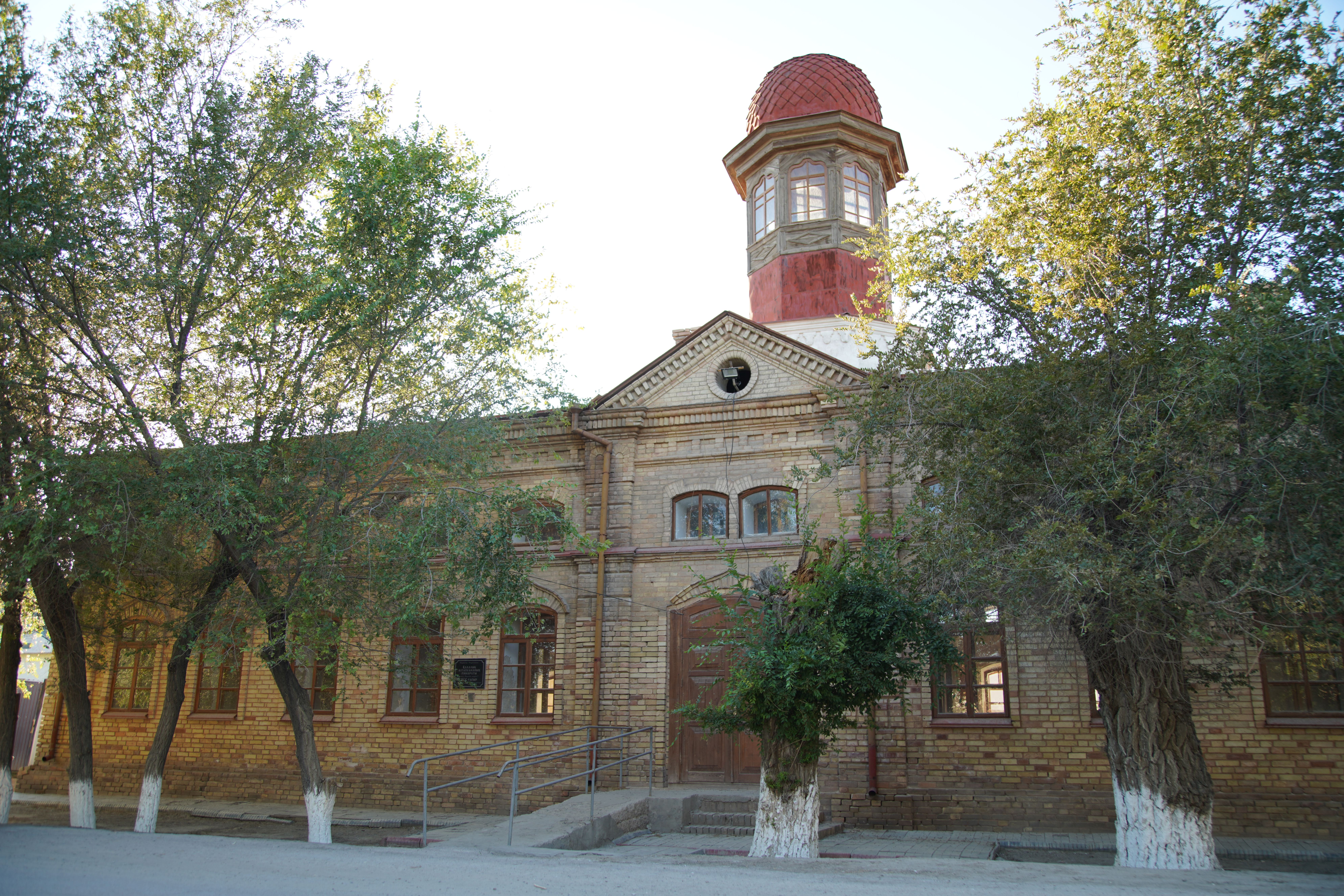
Мечеть Гани-бая

Историческая часть Казалинска представляет собой градостроительный комплекс конца XIX — начала XX веков, являющийся памятником архитектуры государственного значения. Охраняются дом Ганибая (XIX век), здание мемориального музея Г. Муратбаева (конец XIX — начало XX веков), здание городской библиотеки (бывшая мечеть Ганибая, XIX век), мечеть Ногая (мечеть Нуралы, XIX века), здание районного дома культуры им. Р. Баглановой (бывшая церковь, 1904 год).

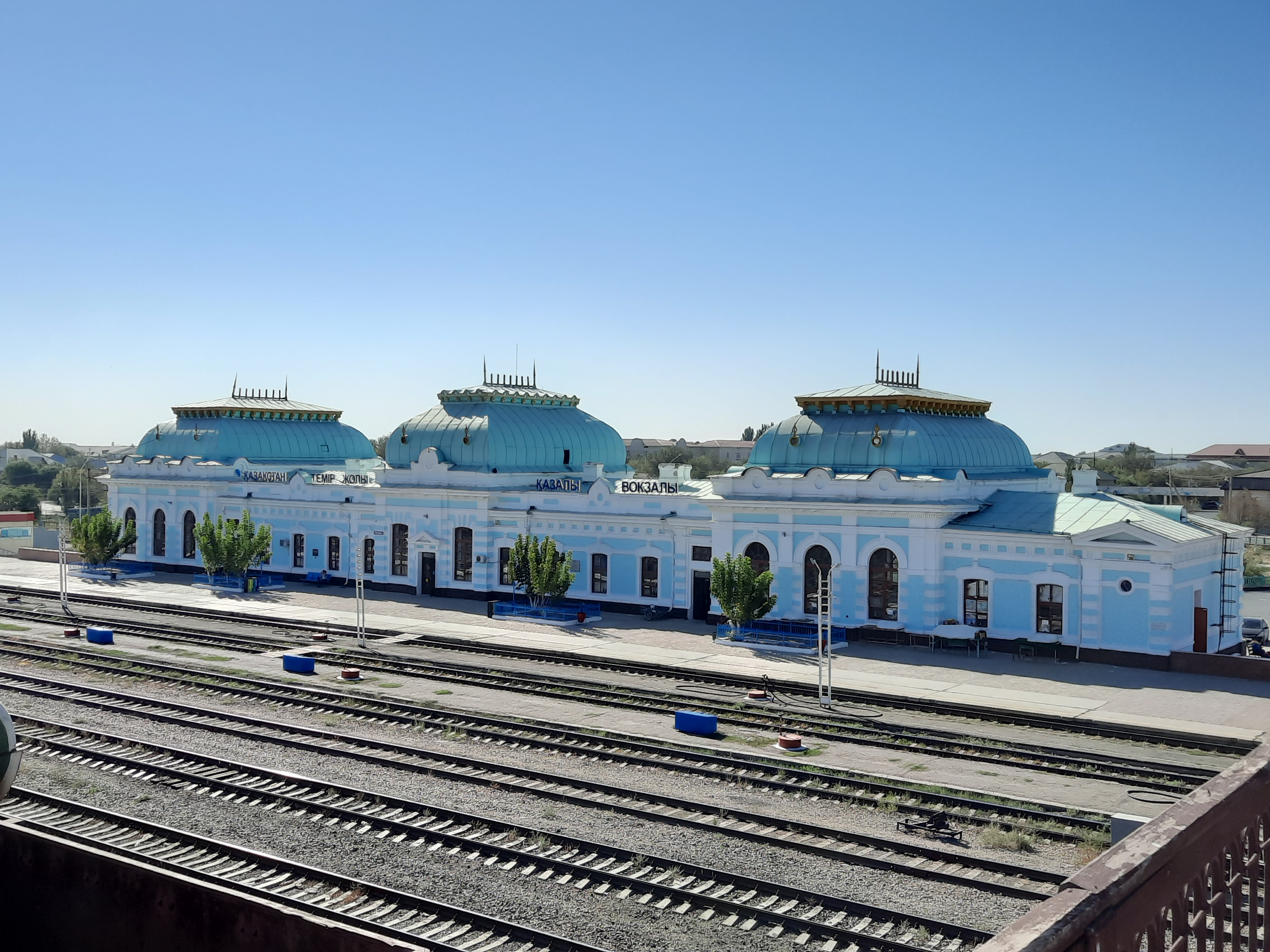
Вокзал первого класса Казалинск

В 17 км к юго-западу от Казалинска, возле аула Уркендеу, расположено городище Жанкент (Янгикент) (V—XV века).

## Известные уроженцы
- Роза Тажибаевна Багланова (1922—2011) — казахская советская певица, народная артистка СССР (1967).
- Марина Ивановна Вольнова (род. 1989) — заслуженный мастер спорта Казахстана по боксу, бронзовый призёр Олимпиады-2012 в Лондоне.
- Александр Ильич Дутов (1879—1921) — казачий генерал, участник Русско-японской, Первой мировой и гражданской войн.
- Мадина Есмалаевна Ералиева (1954—2000) — певица, заслуженная артистка Казахстана.
- Крымбек Елеуович Кушербаев (род. 1955) — государственный деятель Республики Казахстан, доктор политических наук, в разные годы аким Западно-Казахстанской, Мангистауской и Кызылординской областей, советник Президента РК, вице-премьер РК, руководитель Администрации Президента Республики Казахстан.
- Михаил Николаевич Луценко (1909—1994) — советский государственный и партийный деятель, 1-й секретарь Акмолинского областного комитета КП(б) Казахстана, министр сельского хозяйства Белорусской ССР.
- Гани Муратбаев (1902—1925) — Секретарь ЦК комсомола Туркестана, заведующий отделом исполкома Коммунистического Интернационала молодежи по работе среди молодежи Восточных стран
- Владимир Пенчерович Цой (1938—2015) — советский и российский художник, заслуженный художник Российской Федерации (2010).
- Павел Абрамович Чиров (1938—2006) — советский и российский учёный в области энтомологии, паразитологии, эпизоотологии и микробиологии, доктор биологических наук.

## Галерея

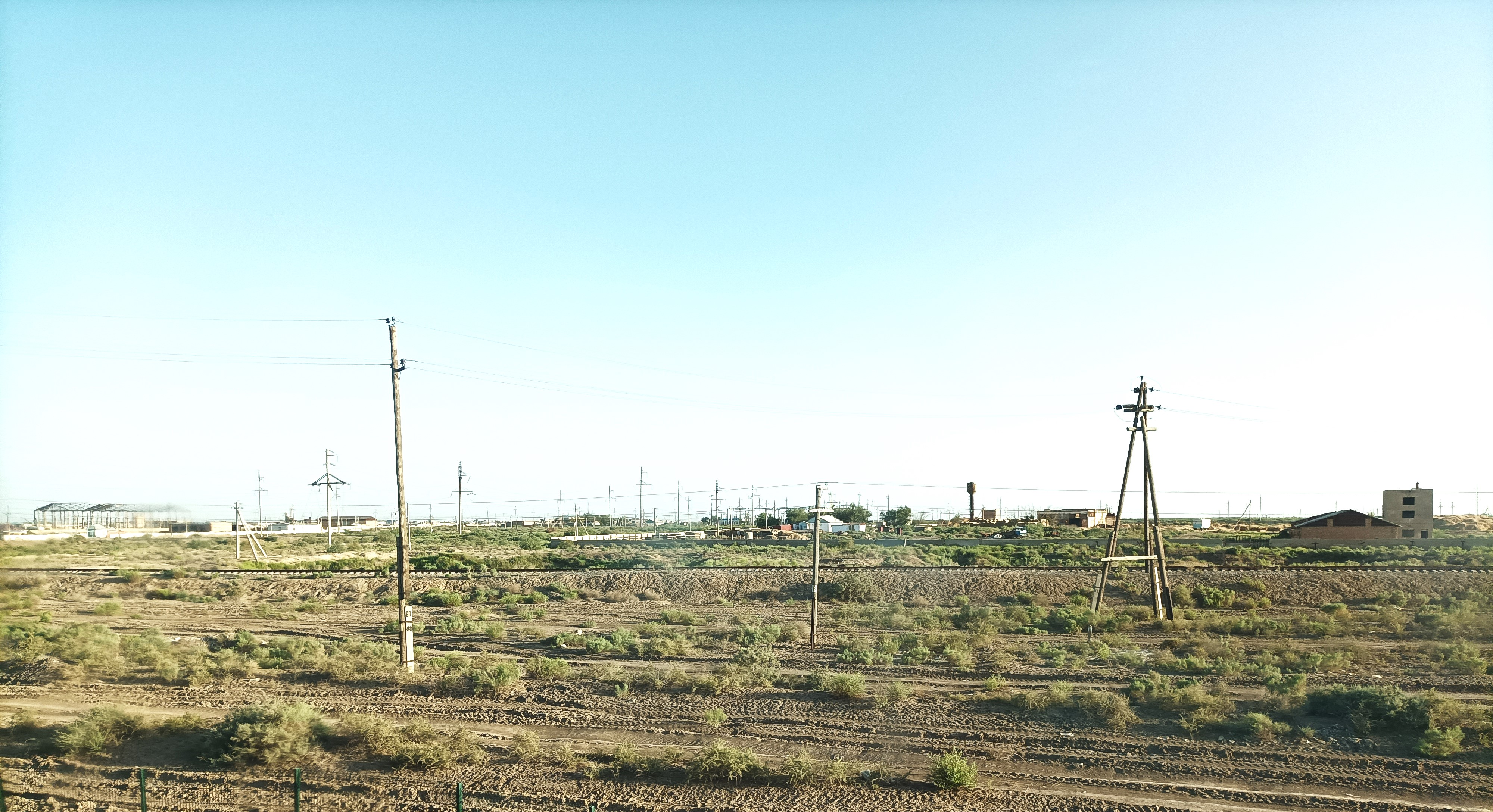
Казалинск
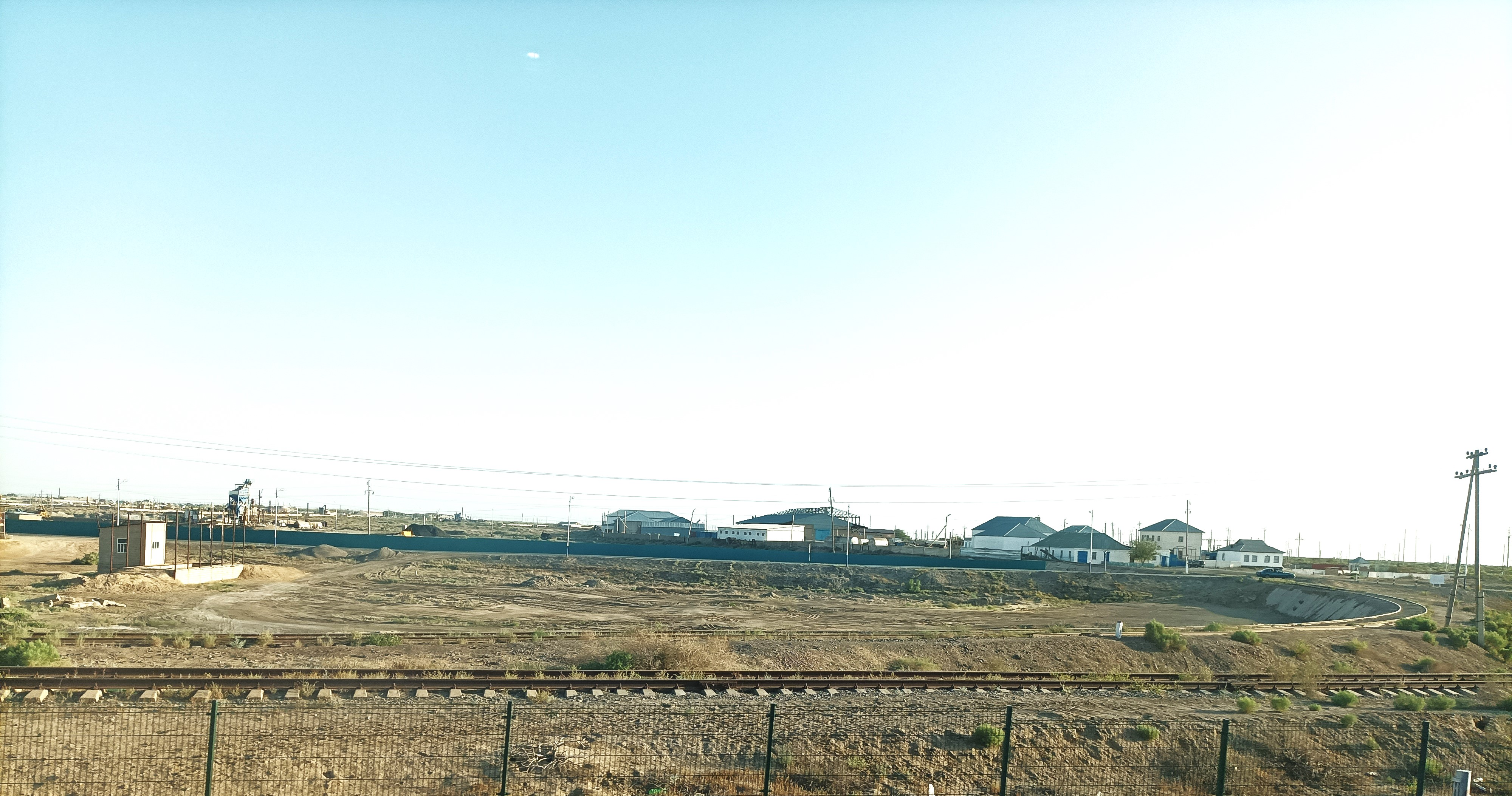
Казалинск